# جان پوستانز
جان پوستانز (انگلیسی: John Postans؛ زاده ۱۸۶۹ - درگذشته ۹ ژانویه ۱۹۵۸) تیرانداز اهل بریتانیا بود.
وی در مسابقات کشوری و بین‌المللی در مجموع برندهٔ ۱ مدال طلا شده‌است.